# Unterschleißheim
Unterschleißheim – miasto w Niemczech, w kraju związkowym Bawaria, w rejencji Górna Bawaria, w regionie Monachium, w powiecie Monachium. Leży około 18 km na północ od centrum Monachium, przy autostradzie A92, drodze B13, B471 i linii kolejowej Monachium – Ratyzbona.

## Demografia

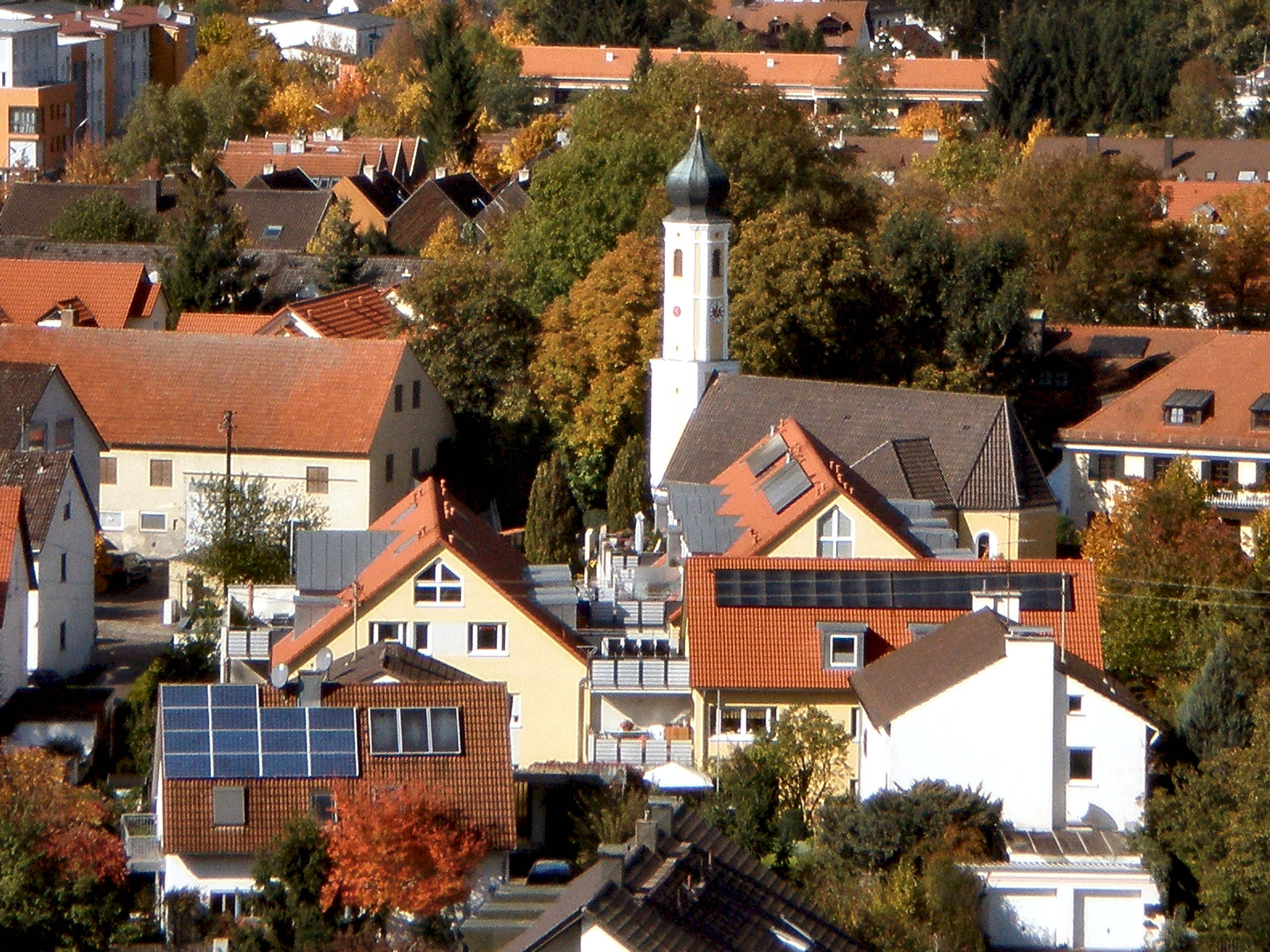
Unterschleißheim, stary kościół św Ulrich

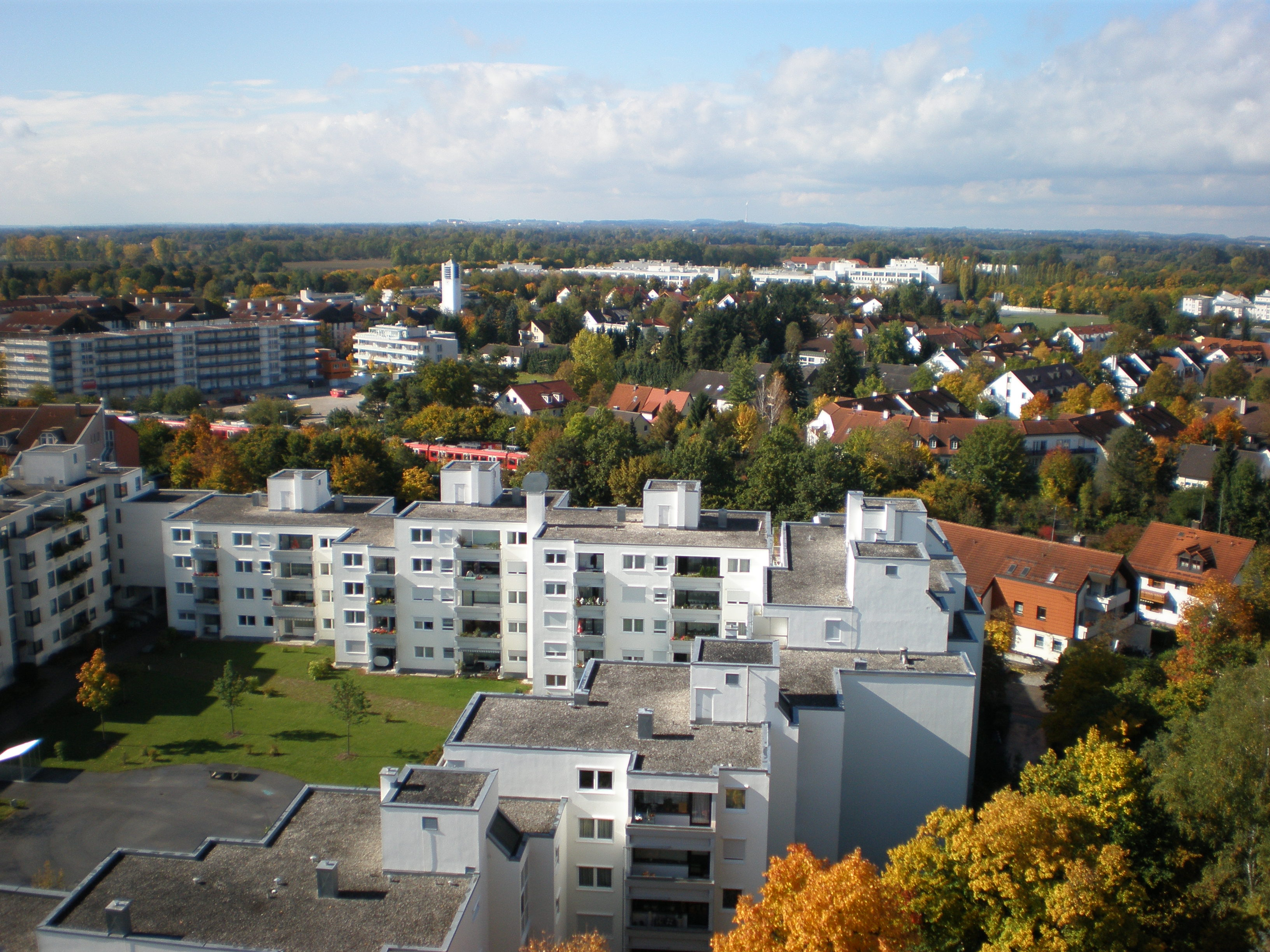
Unterschleißheim na zachód

Stan na 31 grudnia
| Rok  | Liczba mieszkańców |
| ---- | ------------------ |
| 1995 | 24 894             |
| 1996 | 25 265             |
| 1997 | 25 299             |
| 1998 | 25 278             |
| 1999 | 25 354             |
| 2000 | 25 633             |
| 2001 | 25 672             |
| 2002 | 25 915             |
| 2003 | 25 725             |
| 2004 | 25 777             |
| 2005 | 26 798             |
| 2006 | 27 046             |
| 2007 | 27 106             |
| 2008 | 27 217             |

### Struktura wiekowa
Dane o ludności z 31 grudnia 2008:
| Opis                                | Ogółem | Ogółem | Kobiety | Kobiety | Mężczyźni | Mężczyźni |
| ----------------------------------- | ------ | ------ | ------- | ------- | --------- | --------- |
| Jednostka                           | osób   | %      | osób    | %       | osób      | %         |
| Populacja                           | 26 453 | 100    | 13 278  | 50,19   | 13 175    | 49,81     |
| Wiek przedprodukcyjny (0–17 lat)    | 4405   | 16,65  | 2161    | 8,17    | 2244      | 8,48      |
| Wiek produkcyjny (18–65 lat)        | 17 866 | 67,54  | 8864    | 33,51   | 9002      | 34,03     |
| Wiek poprodukcyjny (powyżej 65 lat) | 4182   | 15,81  | 2253    | 8,52    | 1929      | 7,29      |

## Polityka
Burmistrzem miasta jest Rolf Zeitler z CSU, rada miasta składa się z 30 osób.
|      | CSU | SPD | FB | Zieloni | ödp | FDP | Razem |
| 2008 | 13  | 10  | 3  | 2       | 1   | 1   | 30    |
| 2002 | 16  | 9   | 3  | 1       | 1   | –   | 30    |

## Współpraca
Miejscowości partnerskie:
- Le Crès, Francja od 1973
- Lucka, Turyngia od 1990
- Pécsvárad, Węgry od 2004
- Zielenograd, Rosja 2004 współparaca gospodarcza[4]